# Stazione di Provaglio-Timoline
La stazione di Provaglio-Timoline è una fermata della Brescia-Iseo-Edolo a servizio del comune di Provaglio d'Iseo e di Timoline, frazione di Corte Franca. La nomenclatura dell'impianto è giustificata sia dal suo posizionamento, a metà strada tra i due abitati, sia dall'esigenza, nel 1911, di distinguerla dalla stazione di Provaglio d'Iseo, ubicata lungo la vecchia Brescia-Iseo.
Sorge nei pressi della riserva naturale delle Torbiere del Sebino e del monastero di San Pietro in Lamosa.

## Storia
La fermata fu aperta all'esercizio il 4 settembre 1911 assieme alla ferrovia Iseo-Rovato. La Società Nazionale Ferrovie e Tramvie (SNFT) ne affidò la gestione ad un assuntore.
Fino al 31 gennaio 1919, fu servita dagli accelerati e dagli omnibus della relazione Edolo-Rovato Borgo. A partire dal giorno seguente fu servita dalle stesse tipologie di treno che effettuavano servizio fra Brescia, Iseo ed Edolo, passando per lo scalo di Bornato-Calino, oltre che dai convogli della relazione Iseo–Rovato Borgo.
Tra il 1932 e il 1956 fu anche fermata dei treni della direttrice Iseo-Cremona Porta Milano, estesa nel 1954 fino a Cremona FS.
La relazione Iseo-Rovato Borgo fu soppressa nel 1975, mentre l'assuntoria fu dismessa nel 1989.
Il 13 giugno 2009 fu riattivato da Trenitalia LeNord (poi Trenord) il servizio tra Iseo e Rovato Borgo.
Nel novembre 2016, il fabbricato viaggiatori divenne sede di Legambiente Franciacorta, mantenuto dall'associazione culturale Il Viandante Franciacorta.
Nel dicembre 2018, Trenord soppresse nuovamente la relazione tra Iseo e Rovato Borgo.

## Strutture e impianti
Il fabbricato viaggiatori si presenta con lo stile della variante con terrazzo delle fermate della ferrovia Rovato-Iseo-Edolo.
L'impianto dispone di un solo binario passante, servito da una banchina lunga 50 m.

## Movimento
La stazione è servita dai treni regionali (R) in servizio sulla relazione Brescia-Iseo e Brescia-Breno/Edolo, eserciti da Trenord nell'ambito del contratto di servizio stipulato con la Regione Lombardia.
È capolinea di alcuni itinerari del servizio turistico Treno dei Sapori.

## Servizi
- Sala d'attesa
- Biglietteria automatica
- Servizi igienici